# Кинсли, Майкл
Майкл Кинсли (англ. Michael Kinsley; 9 марта 1951, Детройт, Мичиган) — американский политический журналист, комментатор телевидения. Начинал карьеру в СМИ как автор и редактор, позднее получил известность, став ведущим программы Crossfire.
Кинсли родился в богатой еврейской семье и окончил Гарвардский университет в 1972 году. В Гарварде Кинсли занимался изданием дневного журнала университета, The Harvard Crimson, учился на факультете юриспруденции. После Гарварда работал в The New Republic.

## Ранняя жизнь и образование
Кинсли родился в еврейской семье  в Детройте, штат Мичиган, в семье Лилиан (Марголис) и Джорджа Кинсли, который занимался медициной. Он учился в школе Крэнбрука в Блумфилд-Хиллз, штат Мичиган, а затем в 1972 году окончил Гарвардский колледж. В Гарварде Кинсли занимал должность вице-президента университетской ежедневной газеты Harvard Crimson. Он получил стипендию Родса и учился в колледже Магдалины в Оксфорде, затем вернулся в Гарвард на юридический факультет.

## Начало карьеры
Будучи студентом третьего курса юридического факультета, Кинсли начал работать в en:The New Republic ("Новой Республике"). Ему было позволено получить степень доктора юридических наук Гарварда,  посещая  курсы по вечерней программе в en:The George Washington University Law School  ("Юридической школе Университета Джорджа Вашингтона).
Первое знакомство Кинсли с национальной телевизионной аудиторией проходило в качестве модератора  en:William Buckley's en:Firing Line  ("Линии огня"- ТВ шоу Уильяма Бакли). В 1979 году он стал редактором «Новой Республики» и писал колонку в журнала в 1980-х и 1990-х годах. Эта колонка была перепечатана  различными газетными изданиями, включая Washington Post, и сделала Кинсли репутацию ведущего политического комментатора. Кинсли также занимал должность Главного Редактора Washington Monthly (в середине 1970-х, еще учась в школе), редактора Harper's (полтора года в начале 1980-х) и Американского редактора The Economist (краткосрочная, почетная должность).

## Crossfire и Slate
С 1989 по 1995 год Кинсли появился на CNN в телевизионной программе en:Crossfire , совместно с консервативным Пэт Бьюкенен. Представляя либеральную позицию в телевизионных политических дебатах, Кинсли сочетал сухое остроумие с занудливым поведением и аналитическими навыками.
В январе 1995 года Кинсли снялся в первом эпизоде телесериала «Женщины дома», в котором главная героиня сериала, Сюзанна Шугарбейкер, была гостем на Crossfire. Он также появился в трех фильмах в течение 1990-х: Rising Sun (1993), Dave (1993) и The Birdcage (1996).
Покинув Crossfire в 1995 году, Кинсли вернулся к своим редакционным корням, переехав в Сиэтл, чтобы стать основателем редактора онлайн-журнала Microsoft, en:Slate. В 1998 году он был рассмотрен на должность главного редактора The New Yorker,, но в конечном итоге, она была присуждена Дэвиду Ремнику. В 1999 году en:Columbia Journalism Review присвоил ему звание «Редактор года» за его работу в Slate.
Кингсли ушел из Slate в 2002 году, вскоре после того, как обнаружил, что у него болезнь Паркинсона.

## Последующие должности
В апреле 2004 года Кинсли перешел в редакцию en:Los Angeles Times. У него была резиденция в Сиэтле и он часто работал оттуда, добираясь до Лос-Анджелеса на неполный рабочий день. Во время своего пребывания в должности, Кинсли попытался пересмотреть редакционную страницу газеты и провел неудачный эксперимент с en:Wikitorial, и также получил критику от профессора en:USC и феминистского адвоката Сьюзан Эстрич, утверждая, что нехватка редакционных статей, написана женщинами. Кинсли объявил о своем уходе в сентябре 2005 года после ссоры с издателем.
Он вернулся к написанию еженедельной колонки для The Washington Post и Slate, а в 2006 году он некоторое время работал американским редактором The Guardian. Он также стал постоянным обозревателем журнала Time, но в мае 2009 года написал, что журнал "бросил" его.
9 сентября 2010 года Кинсли и эксперт en:MSNBC Джо Скарборо присоединились к сотрудникам Politico в качестве первых обозревателей издания.  29 апреля 2011 года en:Bloomberg L.P. объявила, что Кинсли присоединился к редакции Bloomberg View. В январе 2013 года Кинсли вновь присоединился к «Новой республике» в качестве редактора в целом.  В январе 2014 года Vanity Fair объявила, что Кинсли станет одним из редакторов и напишет ежемесячную колонку.

## Личная жизнь
В 2002 году Кинсли женился на Пэтти Стоунсифер, давнем руководителе Microsoft и en:Bill and Melinda Gates Foundation(Как вице-президент Microsoft, она управляла новостной частью Microsoft о слиянии MSNBC, в которое входил Slate.) У Стоунсифер двое взрослых детей от предыдущего брака. В настоящее время она является президентом и Генеральным Директором Martha's Table, некоммерческой организации, которая разрабатывает устойчивые решения проблемы бедности.
В 2002 году Кинсли заявил, что у него болезнь Паркинсона , а 12 июля 2006 года ему была сделана глубокая стимуляция головного мозга, операция, предназначенная для уменьшения его симптомов. Согласно юмористическому постскриптуму к его колонке в Time, предваряющей операцию, операция прошла хорошо; Первые слова Кинсли из операционной: «Ну, конечно, когда вы сокращаете налоги, доходы правительства растут. Почему я не мог этого увидеть раньше?» 